# Frözalm
Die Frözalm oder Frezalm ist eine Alm an der Südseite der Lasörlinggruppe in der Fraktion Gsaritzen der Gemeinde St. Veit in Defereggen.

## Lage
Die Frözalm liegt im Talschluss des Frözbachs bzw. am Südabhang des Speikbodens. Benachbarte Almen sind die Zischkealm im Westen, die Kapaunalm im Nordosten sowie die Mellitzalm und die nicht mehr bestehende Durbachalm im Osten. Die Almhütte der Frözalm liegt oberhalb des westlichsten Quellalms des Frözbachs auf einem kleinen Plateau über dem bewaldeten Zengboden. Oberhalb der Frözalm liegt das Görtschacher Wetterkreuz.

## Geschichte
Mitte des 19. Jahrhunderts wurde der Bereich der Frözalm als Almgebiet Ausserecker Wiesen bezeichnet, wobei sich diese Almwiesen vom Plateau der heutigen Frözalm bis zur Westseite des Durbach erstreckte. Zu jener Zeit sind im Bereich der heutigen Frözalm keine Almhütten verzeichnet, lediglich am südöstlichen Rand der Ausserecker Wiesen existierten einige wenige, kleine Hütten. Mitte des 20. Jahrhunderts existierten im Quellbereich des Frözbachs zwei Almsiedlungen. Im Westen, um den heutigen Standort, befanden sich wohl sechs Hütten. Im Osten, zwischen zwei der östlichen Quellarmen des Frözbaches, sind für die Mitte des 20. Jahrhunderts sieben Hütten verzeichnet. Am Südabhang des Kapaun befanden sich verstreut bzw. in kleineren Gruppen elf weitere Almhütten.
Von den damals rund zwei Dutzend Hütten haben sich bis heute nur mehr wenige Gebäude erhalten. Neben der eigentlichen Frözalm existiert am Südabhang des Kapaun an der sogenannten Lunebische oder Lunebisch Höhe noch eine weitere Almhütte. Am Ostrand des Südabhang des Kapaun etwas westlich des Durbachs existiert zudem die Obere Schupfn. Von den Almhütten zwischen den östlichen Quellarmen (Gupara Schupfn) sind noch zahlreiche Grundmauern im inzwischen locker bewaldeten Gebiet erhalten.
Am 22. August 1985 verlor auf der Frözalm Otto Stemberger aus St. Veit bei einem Blitzeinschlag sein Leben.

## Aufstiegsmöglichkeiten
Der direkte Weg auf die Frözalm führt von Oberholz auf einer Forststraße durch den Monitzerwald zunächst nach Nordwesten und danach wieder nach Osten, wobei der Weg zwei Mal den Gsaritzer Bach kreuzt. Der Forstweg erreicht schließlich die Speikbodenhütte und führt nach Nordosten weiter zur Frözalm.